# エリクセン数
エリクセン数（エリクセンすう）は、流体力学に登場する無次元数の一種。液晶の弾性力と粘性力の比を表現する。以下の公式で求められる。
Er はエリクセン数、H は平板の間隔、U は上部の平板の速度、K は代表弾性定数のとき、
{\displaystyle Er={\frac {HU\mu _{0}}{K}}}
となる。